# Gyrfalcon Islands
Gyrfalcon Islands är öar i Kanada. De ligger i territoriet Nunavut, i den östra delen av landet, 1 600 km norr om huvudstaden Ottawa. "Gyrfalcon" är det engelska trivialnamnet för jaktfalk.